# Karl-Olof Lidin
Karl-Olof Lidin, född 8 oktober 1930 i Jönköping, död 31 maj 2018, var en svensk jurist som var lagman i Eslövs tingsrätt från 1978 till 1997.
Lidin blev juris kandidat vid Lunds universitet 1954 och genomförde tingstjänstgöring 1955-1957 innan han 1958 blev fiskal vid hovrätten över Skåne och Blekinge. Han tänstgjorde vid Justitieombudsmannen 1965-1969 och var sekreterare i statlig utredning 1969-1973. Han blev rådman i Eslövs tingsrätt 1973 och var dess lagman 1978-1997.
Lidin var son till skoldirektör Gottfrid Lidin och hans maka Ragnhild, född Bjurulf. Han var från 1955 gift med Margareta, adjunkt, född Selldén 1931.